# Brochocin (Zagrodno)

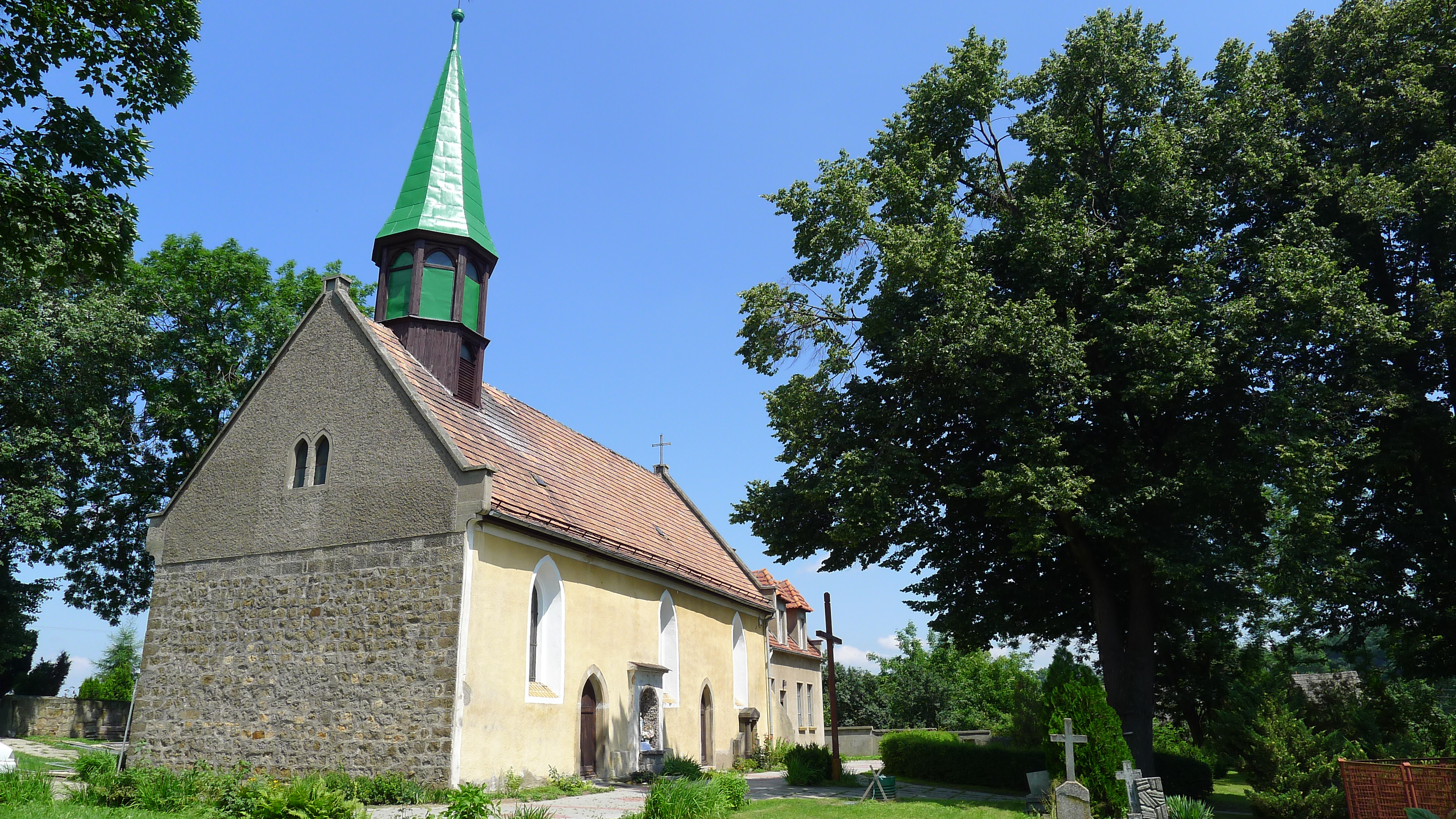
Kirche in Brochocin

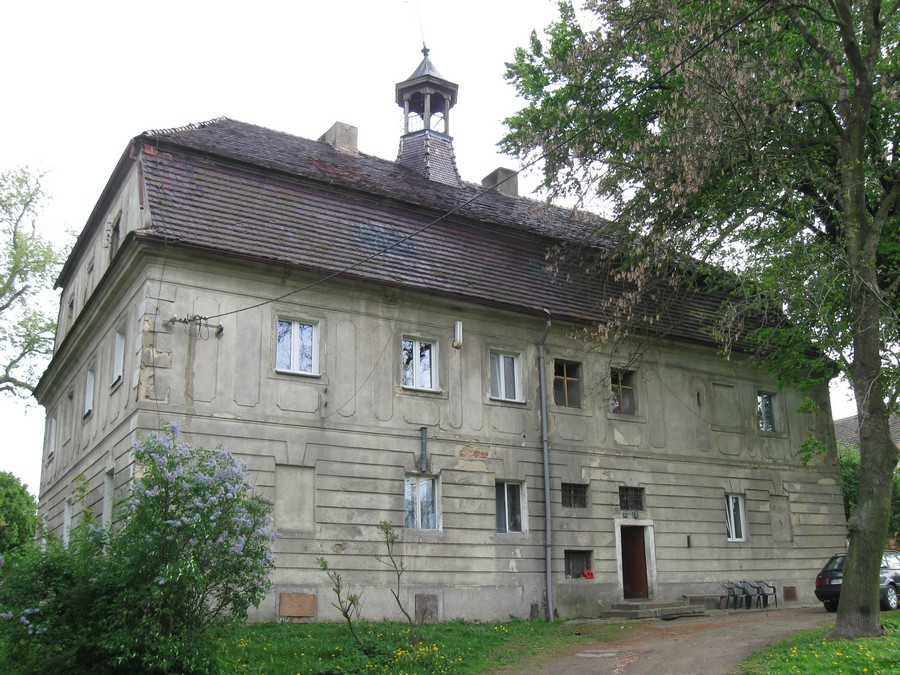
Schloss Brockendorf

Brochocin (deutsch Brockendorf) ist ein Ort in der Landgemeinde Zagrodno (Adelsdorf) im Powiat Złotoryjski der Woiwodschaft Niederschlesien in Polen.

## Lage
Nachbarorte sind Wojciechów (Voitsdorf) im Nordwesten, Budziwojów (Baudmannsdorf) im Nordosten, Łukaszów (Seifersdorf) im Süden. 

## Geschichte
Der Ort wurde 1376 als „Brokotendorff“ und 1407 als „Porotendorff“ erwähnt. 1845 zählte das Dorf eine evangelische Schule für beide Dominien, evangelische Kirche zu Straupitz, katholische Kirche zu Rothbrünnig, eine erloschene Majoratskirche mit Widum und Wald unter dem Patronat beider Grundherrschaften, mit einmal jährlichem Gottesdienst, zwei herrschaftliche Schlösser und zwei Vorwerke, eine Wassermühle, eine Windmühle, 15 Handwerker und neun Händler. Für die Anteile:
1. Nieder-Brockendorf: 67 Häuser, (sieben katholisch und der Rest evangelisch), Besitzer Becker
2. Ober-Brockendorf: 13 Häuser, 197 Einwohner (sieben katholisch und der Rest evangelisch), Besitzer Peisker

1874 wurde aus den Landgemeinden Brockendorf, Ober Schellendorf und Woitsdorf und deren Gutsbezirken der Amtsbezirk Brockendorf gebildet. Brockendorf gehörte bis 1945 zum Landkreis Goldberg.
Als Folge des Zweiten Weltkriegs fiel Brockendorf mit dem größten Teil Schlesiens 1945 an Polen. Nachfolgend wurde es in Brochocin umbenannt. Die deutsche Bevölkerung wurde – soweit sie nicht vorher geflohen war – vertrieben. Die neu angesiedelten Bewohner waren teilweise Zwangsumgesiedelte aus Ostpolen, das an die Sowjetunion gefallen war.

## Sehenswürdigkeiten
- Römisch-katholische Kirche der Schmerzhaften Muttergottes mit Friedhof
- Schloss Brockendorf
- Schlosspark

## Persönlichkeiten
- Rudolf Quoos (1820–1904), Rittergutsbesitzer auf Oberbrockendorf und Reichstagsabgeordneter